# Robert Seguso
Robert Seguso (* 1. Mai 1963 in Minneapolis, Minnesota) ist ein ehemaliger US-amerikanischer Tennisspieler.

## Karriere
Robert Seguso war mit seinem langjährigen Doppel-Partner Ken Flach einer der besten Doppelspieler der zweiten Hälfte der 1980er und erreichte in dieser Disziplin mit den Siegen bei den Olympischen Spielen 1988 in Seoul und vier Grand-Slam-Siegen seine größten Erfolge. Die French Open 1987 gewann er mit Anders Järryd. Die übrigen drei Grand-Slam-Titel und 24 Siege bei weiteren ATP-Turnieren gewann er mit Ken Flach. Er führte in den Jahren 1985 bis 1988 mehrfach und insgesamt für 62 Wochen die Weltrangliste im Doppel an.
Seguso trat mit Ken Flach bei zwölf Doppelpartien für die US-amerikanische Davis-Cup-Mannschaft an und verlor nur die letzten zwei dieser Partien. In der Finalpartie 1991 unterlagen er und Flach gegen Henri Leconte und Guy Forget; Frankreich gewann die Partie mit 3:1 und damit den Davis Cup.
Im Einzel konnte Seguso kein ATP-Finale erreichen. Seine beste Platzierung in der Weltrangliste war der 22. Platz. Seine größten Erfolge waren der Einzug ins Achtelfinale bei den Wimbledon Championships 1985 und bei den Australian Open 1987.

## Persönliches
Am 26. September 1987 heiratete er die ehemalige Tennisspielerin Carling Bassett.

## Erfolge
| Legende (Siege in Klammern)                               |
| Grand Slam (3)                                            |
| Olympische Spiele (1)                                     |
| Tennis Masters Cup (1)                                    |
| ATP Masters Series (1)                                    |
| ATP Championship Series ATP International Series Gold (1) |
| ATP World Series ATP International Series (21)            |

| Titel nach Belag |
| Hartplatz (12)   |
| Sand (6)         |
| Rasen (4)        |
| Teppich (6)      |

### Doppel

#### Turniersiege
| Nr. | Datum              | Turnier      | Belag     | Partner       | Finalgegner                         | Ergebnis                |
| --- | ------------------ | ------------ | --------- | ------------- | ----------------------------------- | ----------------------- |
| 1.  | 11. Juni 1984      | Rom          | Sand      | Ken Flach     | John Alexander Mike Leach           | 3:6, 6:3, 6:4           |
| 2.  | 23. Juli 1984      | Boston       | Sand      | Ken Flach     | Gary Donnelly Ernie Fernández       | 6:4, 6:4                |
| 3.  | 13. August 1984    | Indianapolis | Sand      | Ken Flach     | Heinz Günthardt Balázs Taróczy      | 7:6, 7:5                |
| 4.  | 17. September 1984 | Los Angeles  | Hartplatz | Ken Flach     | Wojciech Fibak Sandy Mayer          | 4:6, 6:4, 6:3           |
| 5.  | 29. Oktober 1984   | Hongkong     | Hartplatz | Ken Flach     | Mark Edmondson Paul McNamee         | 6:7, 6:3, 7:5           |
| 6.  | 6. November 1984   | Taipeh       | Teppich   | Ken Flach     | Drew Gitlin Hank Pfister            | 6:1, 6:7, 6:2           |
| 7.  | 6. Januar 1985     | London       | Teppich   | Ken Flach     | Heinz Günthardt Balázs Taróczy      | 6:3, 3:6, 6:3, 6:0      |
| 8.  | 1. April 1985      | Fort Myers   | Hartplatz | Ken Flach     | Sammy Giammalva David Pate          | 3:6, 6:3, 6:3           |
| 9.  | 13. Mai 1985       | Forest Hills | Sand      | Ken Flach     | Givaldo Barbosa Ivan Kley           | 7:5, 6:2                |
| 10. | 17. Juni 1985      | Queen’s Club | Rasen     | Ken Flach     | Pat Cash John Fitzgerald            | 3:6, 6:3, 16:14         |
| 11. | 29. Juli 1985      | Indianapolis | Sand      | Ken Flach     | Pavel Složil Kim Warwick            | 6:4, 6:4                |
| 12. | 19. August 1985    | Montreal     | Hartplatz | Ken Flach     | Stefan Edberg Anders Järryd         | 5:7, 7:6, 6:3           |
| 13. | 9. September 1985  | US Open      | Hartplatz | Ken Flach     | Henri Leconte Yannick Noah          | 6:7, 7:6, 7:6, 6:0      |
| 14. | 29. Oktober 1985   | Tokio        | Teppich   | Ken Flach     | Scott Davis David Pate              | 4:6, 6:3, 7:6           |
| 15. | 10. Februar 1986   | Memphis      | Teppich   | Ken Flach     | Guy Forget Anders Järryd            | 6:4, 4:6, 7:6           |
| 16. | 31. März 1986      | Chicago      | Teppich   | Ken Flach     | Eddie Edwards Francisco González    | 6:0, 7:5                |
| 17. | 8. Juni 1987       | French Open  | Sand      | Anders Järryd | Guy Forget Yannick Noah             | 6:7, 6:7, 6:3, 6:4, 6:2 |
| 18. | 6. Juli 1987       | Wimbledon    | Rasen     | Ken Flach     | Sergio Casal Emilio Sánchez Vicario | 3:6, 6:7, 7:6, 6:1, 6:4 |
| 19. | 24. August 1987    | Cincinnati   | Hartplatz | Ken Flach     | Steve Denton John Fitzgerald        | 7:5, 6:3                |
| 20. | 13. Juni 1988      | Queen’s Club | Rasen     | Ken Flach     | Pieter Aldrich Danie Visser         | 6:2, 7:6                |
| 21. | 4. Juli 1988       | Wimbledon    | Rasen     | Ken Flach     | John Fitzgerald Anders Järryd       | 6:4, 2:6, 6:4, 7:6      |
| 22. | 15. August 1988    | Toronto      | Hartplatz | Ken Flach     | Andrew Castle Tim Wilkison          | 7:6, 6:3                |
| 23. | 26. September 1988 | Seoul        | Hartplatz | Ken Flach     | Sergio Casal Emilio Sánchez Vicario | 6:3, 6:4, 6:7, 6:7, 9:7 |
| 24. | 14. November 1988  | Wembley      | Teppich   | Ken Flach     | Marty Davis Brad Drewett            | 7:5, 6:2                |
| 25. | 24. April 1989     | Tokio        | Hartplatz | Ken Flach     | Kevin Curren David Pate             | 7:6, 7:6                |
| 26. | 21. August 1989    | Cincinnati   | Hartplatz | Ken Flach     | Pieter Aldrich Danie Visser         | 6:4, 6:4                |
| 27. | 6. Mai 1991        | Tampa        | Sand      | Ken Flach     | David Pate Richey Reneberg          | 6:7, 6:4, 6:1           |
| 28. | 12. August 1991    | Cincinnati   | Hartplatz | Ken Flach     | Grant Connell Glenn Michibata       | 6:7, 6:4, 7:5           |
| 29. | 19. August 1991    | Indianapolis | Hartplatz | Ken Flach     | Kent Kinnear Sven Salumaa           | 7:6, 6:4                |

#### Finalteilnahmen
| Nr. | Datum              | Turnier                      | Belag         | Partner      | Finalgegner                        | Ergebnis                |
| --- | ------------------ | ---------------------------- | ------------- | ------------ | ---------------------------------- | ----------------------- |
| 1.  | 7. November 1983   | Taipeh                       | Teppich (i)   | Ken Flach    | Wally Masur Kim Warwick            | 6:7, 4:6                |
| 2.  | 9. Juli 1984       | Newport                      | Rasen         | Ken Flach    | David Graham Laurie Warder         | 4:6, 6:7                |
| 3.  | 18. Februar 1985   | La Quinta                    | Hartplatz     | Ken Flach    | Heinz Günthardt Balázs Taróczy     | 6:3, 6:7, 3:6           |
| 4.  | 1. April 1985      | Chicago                      | Teppich (i)   | Ken Flach    | Johan Kriek Yannick Noah           | 6:3, 6:4, 5:7, 1:6, 4:6 |
| 5.  | 13. Mai 1985       | Rom                          | Sand          | Ken Flach    | Anders Järryd Mats Wilander        | 6:4, 3:6, 2:6           |
| 6.  | 5. August 1985     | Stratton Mountain            | Hartplatz     | Ken Flach    | Scott Davis David Pate             | 6:3, 6:7, 6:7           |
| 7.  | 5. August 1987     | Key Biscayne (1)             | Hartplatz     | Ken Flach    | Paul Annacone Christo van Rensburg | 2:6, 4:6, 4:6           |
| 8.  | 13. Juli 1987      | Livingston                   | Hartplatz     | Ken Flach    | Gary Donnelly Greg Holmes          | 6:7, 3:6                |
| 9.  | 13. September 1987 | US Open (1)                  | Hartplatz     | Ken Flach    | Stefan Edberg Anders Järryd        | 6:7, 2:6, 6:4, 7:5, 6:7 |
| 10. | 12. Oktober 1987   | Sydney Indoor                | Hartplatz (i) | Boris Becker | Darren Cahill Mark Kratzmann       | 3:6, 2:6                |
| 11. | 9. November 1987   | Wembley                      | Teppich (i)   | Ken Flach    | Miloslav Mečíř Tomáš Šmíd          | 5:7, 4:6                |
| 12. | 30. November 1987  | Masters                      | Teppich (i)   | Ken Flach    | Miloslav Mečíř Tomáš Šmíd          | 4:6, 5:7, 7:6, 3:6      |
| 13. | 14. März 1988      | Key Biscayne (2)             | Hartplatz     | Ken Flach    | John Fitzgerald Anders Järryd      | 6:7, 1:6, 5:7           |
| 14. | 1. August 1988     | Indianapolis                 | Hartplatz     | Ken Flach    | Rick Leach Jim Pugh                | 4:6, 3:6                |
| 15. | 14. November 1988  | Detroit                      | Teppich (i)   | Ken Flach    | Rick Leach Jim Pugh                | 4:6, 1:6                |
| 16. | 28. August 1989    | US Open (2)                  | Hartplatz     | Ken Flach    | John McEnroe Mark Woodforde        | 4:6, 6:4, 3:6, 3:6      |
| 17. | 2. Oktober 1989    | Orlando                      | Hartplatz     | Ken Flach    | Scott Davis Tim Pawsat             | 5:7, 7:5, 4:6           |
| 18. | 11. März 1991      | Miami                        | Hartplatz     | Ken Flach    | Wayne Ferreira Piet Norval         | 7:5, 6:7, 2:6           |
| 19. | 15. Juli 1991      | Washington                   | Hartplatz     | Ken Flach    | Scott Davis David Pate             | 4:6, 2:6                |
| 20. | 11. November 1991  | ATP World Tour Championships | Teppich (i)   | Ken Flach    | John Fitzgerald Anders Järryd      | 4:6, 4:6, 6:2, 4:6      |